# Средства массовой информации Бутана
Средства массовой информации Королевства Бутан одни из самых молодых на планете. До конца XX века подданные Королевства обходились не только без радио и телевидения, но и без газет.

## Радио
Первую радиотрансляцию в Бутане организовали в 1973 году добровольцы из Национальной Молодёжной Ассоциации Бутана. Они использовали 400-ваттный коротковолновый передатчик и выходили в эфир с часовой программой раз в неделю по воскресеньям. В 1979 году добровольная радиовещательная служба была официально взята под контроль государственным департаментом информации и вещания с целью создания на её основе профессиональной вещательной службы.
Только в 1986 году начала ежедневное вещание Бутанская Вещательная Служба (англ. Bhutan Broadcasting Service, BBS). В тот же год старый 400-ваттный передатчик заменили более мощным коротковолновым передатчиком (5 кВт). Вещание велось на четырех языках: дзонг-кэ, английском, непали и шарчоп.
В 1991 году при финансовой поддержке правительства Индии была построена профессиональная вещательная студия (появился передатчик мощностью 50 кВт). В 1992 году специальным королевским указом радио и газете Kuensel гарантирован автономный статус. Впрочем, несмотря на это, государство продолжило субсидировать оба СМИ.
В 1997 году при финансовой поддержке DANIDA BBS начала вещание в FM, которое до недавнего времени было ограничено лишь территорией столицы Тхимпху.
Сейчас BBS вещает ежедневно по 16 часов (109 часов в неделю) на коротких волнах и в FM-диапазоне. Трансляция на коротких волнах охватывает всю страну. А вещание в FM-диапазоне лишь планируется расширить на всю территорию Бутана (сейчас радио в FM-диапазоне можно слушать только в западных и некоторых центральных районах страны).
Бутанское радио на коротких волнах также можно слушать в некоторых городах Индии.
Программы бутанского радио, в основном, нацелены на сельское население страны. Главным образом, это информационно-образовательные программы. Развлекательная часть вещания заполняется, в основном, бутанскими песнями.
На сегодняшний день, радио — самое доступное и популярное средство массовой информации в Бутане.
Формально BBS — автономная общественная вещательная корпорация. Тем не менее, служба полностью зависит от государственных субсидий. Несколько международных организаций-доноров также оказывали поддержку в техническом оснащении службы и подготовке корреспондентов. Совет директоров службы формируется из госслужащих.
В городе Бумтанг в центральном Бутане была попытка организовать при поддержке ЮНЕСКО местное общественное радио, однако проект по неназванным причинам был закрыт.

## Пресса
Популярные газеты Бутана Kuensel, Bhutan Times, Bhutan Observer, Bhutan Today, Business Bhutan. Газеты выходят на дзонг-кэ, английском, непальском языках.

## Телевидение
Телевизионное вещание в Бутане началось в 1999 году. Бутан стал последней страной в мире, в которой появилось телевидение. Через некоторое время в стране ввели кабельное телевидение. К 2002 году, однако, значительно вырос уровень преступности, и, как предполагают, причиной этого является появление кабельного телевидения.

## Электронные СМИ и интернет
- https://web.archive.org/web/20170704021504/http://www.druknet.bt/ «Bhutan Telecom»

В Бутане насчитывается около 15 000 пользователей интернета.